# Szondi
A Szondi vagy Szondy régi magyar családnév, amely a származási helyre utalhat: Szond (Szerbia, korábban Bács-Bodrog vármegye).

## Híres Szondi nevű személyek
Szondi
- Szondi György (1946) költő, műfordító, bolgarista
- Szondi Ildikó (1955) kutató jogász, társadalomstatisztikus, egyetemi docens, az MSZP szegedi városi képviselője
- Szondi József (1954) gépészmérnök
- Szondi Lipót (1893–1986) idegorvos, pszichiáter
- Szondi Péter (1929–1971) irodalomtudós, kritikus

Szondy
- Szondy György (1500 körül – 1552) katonatiszt, várkapitány
- Szondy György (1889–1961) pedagógus, író
- Szondy István (1925–2017) olimpiai bajnok öttusázó, vívó, sportlovagló, edző